# Битва при Блор-Хиф
Битва при Блор-Хиф (англ. Battle of Blore Heath) — первое масштабное сражение войны Алой и Белой розы. Произошло 23 сентября 1459 года у местечка Блор-Хиф в Стаффордшире в 2 милях к востоку от города Маркет Дрейтон в Шропшире, Англия.

## История

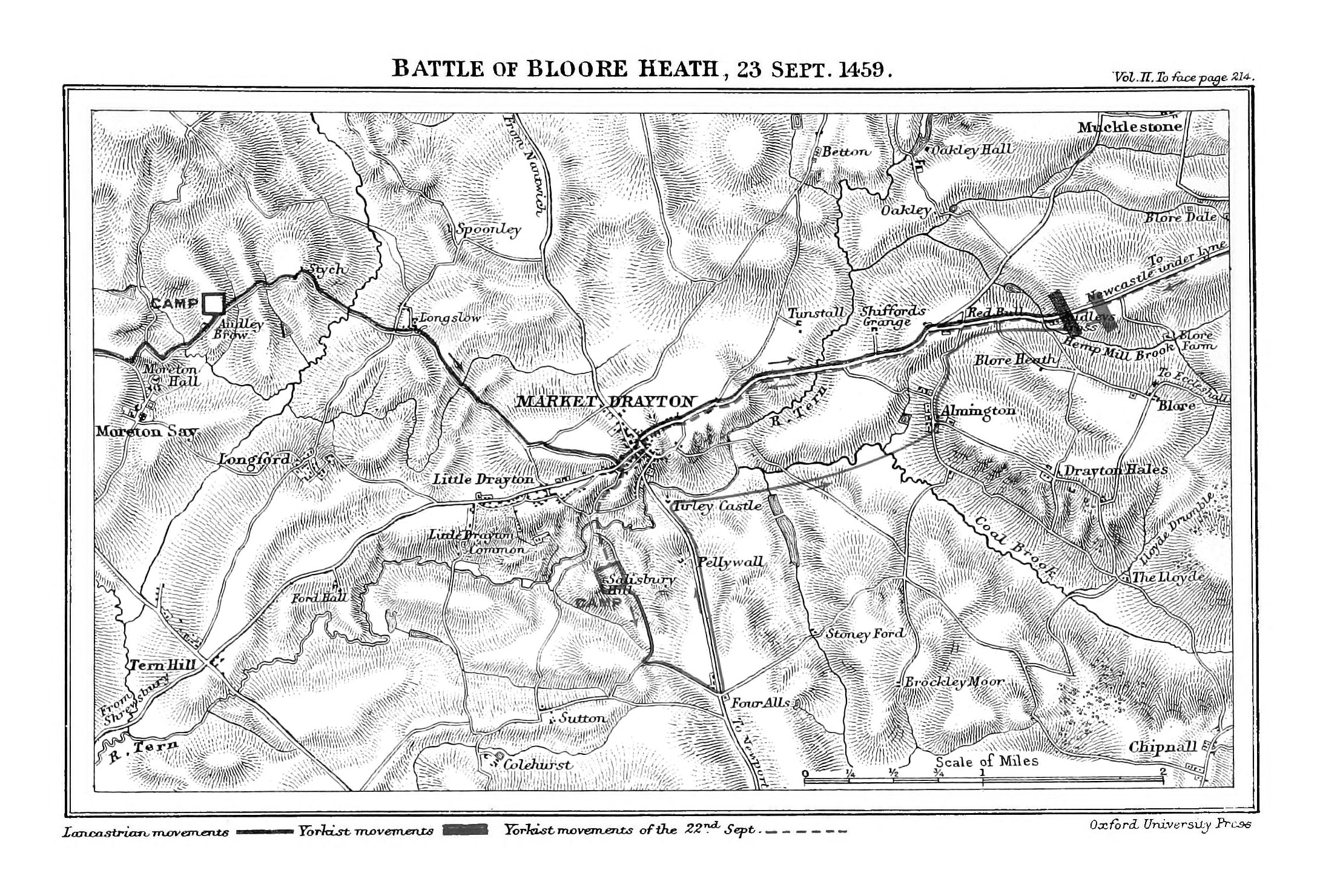
Карта битвы при Блор-Хиф

Сведений о битве осталось мало. Две противоборствующие армии встретились в 2,5 милях восточнее Дрэйтонского рынка на месте, известном как Блор-Хиф. Солсбери с 3000 воинов уступал противнику в численности более чем в два раза, однако не смог избежать столкновения.
Силы йоркистов планировали соединиться в Ладлоу. Во время войны Алой и Белой розы замок Ладлоу ненадолго был штаб-квартирой предводителей дома Йорков: Эдуард IV собирал здесь поздним летом 1459 года своих сторонников, но оказался перед более многочисленной армией Маргариты Анжуйской, проиграв битву на Ладфордском мосту, что привело к разорению города и временной победе дома Ланкастеров.
23 сентября 1459 года в битве при Блор-Хиф один из отрядов под руководством графа Солсбери был перехвачен армией ланкастерцев под руководством барона Одли. Главная армия ланкастерцев находилась в Экклсхолле, что в 10 милях оттуда.
Одли выбрал бесплодную пустошь Блор-Хиф, чтобы устроить засаду. Утром 23 сентября 1459 года он с войском около 10 000 человек занял оборонительную позицию за большой изгородью на юго-западной окраине Блор-Хиф, обращенную в направлении Ньюкасл-андер-Лайма на северо-восток — направление, с которого приближался Солсбери. Йоркские разведчики засекли Ланкастерские знамёна над верхушкой живой изгороди и сразу предупредили Солсбери. Когда они вышли из леса, йоркские силы численностью около 5000 человек поняли, что гораздо более крупные силы противника ожидали их прибытия. Солсбери вместо расформирования или отвода своей армии сразу расположил свои войска в боевой порядок, вне досягаемости ланкаширских стрелков. Чтобы обезопасить свой правый фланг, он организовал постановку вагонов в оборонительное сооружение, дабы прикрыть фланг.
Две армии были разделены примерно на 300 метров по бесплодной пустоши. Между ними бежал крутой, широкий и быстротекущий ручей.
Солсбери, осознавая, что любое нападение через ручей было бы самоубийством, использовал уловку, чтобы побудить врага напасть на него. Он снял часть своих войск в центре, чтобы Ланкастеры поверили, что они отступают. Ланкастеры отправили в атаку кавалерийский отряд. После того, как они начали атаку, Солсбери приказал своим людям повернуть назад и разбить ланкастерцев, когда они пытались пересечь ручей.
Кавалерия была разбита йоркскими пехотой и лучниками, после чего бежала.
Сам барон Одли погиб, что стало поводом для 500 ланкастерцев покинуть поле боя. Солсбери одержал окончательную победу, преследуя противника на протяжении двух миль.
В сражении пало около 3000 воинов, около 2000 из них ланкастерцы.

## Память

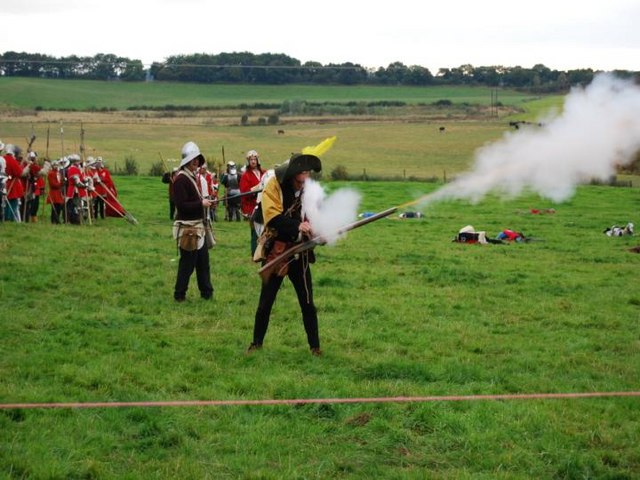
Реконструкция битвы при Блор-Хиф в 2007 году

Ежегодно до 2009 года в сентябре в Блор-Хиф проводилась инсценировка боя.